# Короткохвостая дроздовидная муравейница
Короткохвостая дроздовидная муравейница (лат. Chamaeza campanisona) — вид воробьиных птиц из семейства муравьеловковых.
Вид распространён в Южной Америке. Встречается в Суринаме, Венесуэле, Колумбии, Эквадоре, Перу, Боливии, на юге и востоке Бразилии, востоке Парагвая и севере Аргентины. Обитает в тропических и субтропических дождевых лесах.
Птица длиной 19—20 см, весом 64—112 г. Тело крепкое с короткими закруглёнными крыльями, длинными и сильными ножками и коротким прямым хвостом. Спина, крылья, бока и хвост тёмно-коричневые. Голова каштановая с белыми полосами на бровях, щеках и горле. Грудь и брюхо белого цвета с коричневыми полосами. Подхвостье коричнево-жёлтой окраски.
Обитает во влажных лесах с густым подлеском. Держится в одиночку или парами. Большую часть дня проводит на земле, ища пищу, двигаясь достаточно медленно и осторожно, готов скрыться в чаще подлеска при малейшей опасности. Питается насекомыми и другими мелкими беспозвоночными. Репродуктивный сезон связан с началом сезона дождей, который длится с мая по июль на севере ареала и с сентября по декабрь на юге. Самка строит гнездо в дуплах деревьев. В кладке 2 белых яйца. Насиживает самка. Инкубация продолжается 19 дней. Во время инкубации яйца приобретают зеленоватый оттенок, из-за разложения листьев, которыми выстлано гнездо. Оба родителя заботятся о птенцах. Выводок начинает учиться летать через три недели после вылупления.